# عقيدة بوش

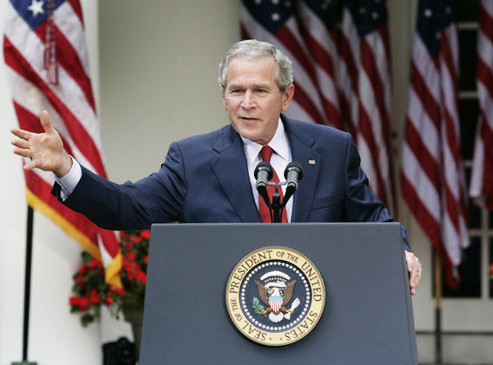
الرئيس بوش يدلي بتصريح في عام 2006 خلال مؤتمر صحفي في حديقة الورود حول طموحات إيران النووية ويناقش تجربة كوريا الشمالية النووية

تشير عقيدة بوش إلى مختلف مبادئ السياسة الخارجية المتعلقة بالرئيس 43 للولايات المتحدة، جورج دبليو بوش. وتشمل هذه المبادئ الأحادية واستخدام الحرب الوقائية.
استخدم تشارلز كراوثامر أول مرة هذه العبارة في يونيو 2001 لوصف إدارة بوش «بالانسحاب أحادي الجانب من معاهدة الصواريخ المضادة للقذائف التسيارية ورفض بروتوكول كيوتو». بعد هجوم الحادي عشر من سبتمبر، وصفت العبارة السياسة التي تتمتع بها الولايات المتحدة بالحق في تأمين نفسها ضد البلدان التي تأوي أو تقدم المساعدة للجماعات الإرهابية، والتي كانت تستخدم لتبرير حرب 2001 في أفغانستان. أصبحت عقيدة بوش مرتبطة بقوة بقرار إدارة بوش بغزو العراق في عام 2003.
وقد عزا النقاد المختلفون معاني مختلفة إلى مبدأ بوش. اُستُخدم لوصف عناصر محددة في السياسة، بما في ذلك إستراتيجية «الضربات الوقائية» كدفاع ضد تهديد مستقبلي فوري أو متوقع لأمن الولايات المتحدة. تم تطبيق مبدأ السياسة هذا خاصة في الشرق الأوسط لمواجهة المنظمات الإرهابية الدولية ولتبرير غزو العراق. حول المفهوم الأميركي للضربة الاستباقية أو الوقائية، قال بوش الابن في خطابه للشعب الأميركي بعد عشرة أيام على أحداث 11 سبتمبر: «علينا أن ننقل المعركة إلى العدو وأن نزعزع خططه، علينا أن نواجه أسوأ التهديدات قبل أن تظهر، إن الطريق الوحيد الذي يضمن لنا السلامة في هذا العالم الذي أقحمنا فيه هو طريق الفعل». وأضاف: «على الولايات المتحدة أن تكشف خلايا الإرهاب في ستين دولة أو أكثر»، أي أن تنتهج سياسة «الضربة الأولى الاستباقية» ضد الإرهاب والإرهابيين والدول التي تأويهم.